# تانه‌گاشیما
تانه‌گاشیما (ژاپنی: 種子島) یکی از جزایر اوسومی و متعلق به استان کاگوشیما در ژاپن است.